# 魔女の下僕と魔王のツノ
『魔女の下僕と魔王のツノ』（まじょのげぼくとまおうのツノ）は、もちによる日本の漫画作品。スクウェア・エニックスの『月刊少年ガンガン』にて、2014年5月号から2022年1月号まで連載。スピンオフ作品として主人公アルセニオとその友人サウロの出会いから決別までを描いた『教国のレクエルド』がある。

## あらすじ
薬草魔女ベティの下僕であるアルセニオは、ベティの師である大魔女ビビアンの難病を治療しベティを笑顔にするために、薬の材料を集めに単身で魔王城に踏み込む。そこで豊満ボディの少女、レイと出会い、彼女とその仲間と共に魔王からツノを手に入れようと奮闘する。半分魔物であるコンプレックスに苦しむアルセニオが過去を乗り越え世界一幸せになる物語。

## 登場人物

### 主要人物
アルセニオ
3月14日生まれの24歳。身長177センチメートル。本編の主人公、魔女の下僕の青年。イスパニア出身。フルネームはアルセニオ・グラジア・バルデラス。ヒュペルボレア人には発音し辛い名前らしく、レイ達からはアルセニョと呼ばれる。逃げ足が自慢で扱う火の魔法は強力だが、臆病でお人好し。とても大きくて暖かい人物なのに魔物である故に他人とは距離を置こうとしていて、その態度からエリックに遥か遠い位置に存在する超巨星であるはくちょう座の主星・デネブに例えられる。魔法の名称は「纏う炎（カポーテ）」「煽動する炎（バンテリージャ）」など闘牛絡み。
父親は評判の良い導具職人で、アルセニオ自身も職人を目指して修行していた元人間だが、あることが原因で魔物になったのちベティに拾われ下僕となる。魔法を使うと体内の魔力を消費し体力も消耗して動けなくなるため、ベティの魔力入りの食事が欠かせない。普段の見た目は人間と同じであるが、魔法を使う際は、皮膚が鱗状に変化・高熱化し、瞳も変化する。エリックの推測では、彼の眼は赤外線も見えるようで、不可視化した魔物の居場所を突き止めることが出来た。通常の衣類では高温化の際に耐えられないため、彼の身に着けているものはすべて耐火作用を持つ魔導具である。デザインとチョイスはベティやビビアンで、古くからの知り合いであったサウロからは「らしくない」と言われた。本人はさして重要視していないが、普通は目にも見えない精霊の姿を見て聞いて触れることができる（見えない者は触れてもわからない）。
魔王のツノを捕りに向かった魔王城で囚われていたレイと出会い、ベティの命令から彼女を自分の部下にした。外見が美少女のレイに対してはちょっとドキドキしつつも、「人間の夢」を期待しないようにと自分に言い聞かせていた。レイの親友であるロイドからは恋敵という立場から強く当たられることもあるが、同じ目的を持つ仲間として信頼を築いていく。ベティに対しては過保護だが、恋愛感情ではなくあくまで忠誠心であるとの主張。ただし、ベティの恋人となる者の条件は厳しく、周囲の男に目を光らせていてロイドのことも警戒していた。エリックとは同じ年なこともあり最初から友好的。サムから魔物など信用できないと悪霊祓いされた際、魔物であっても人格を保証し友人であるとかばわれ改めて友人となるが、レイとの仲を邪魔するために誘惑もされたりとよく振り回されている。
5年前に故郷の宗教に魔物の疑いをかけられ、拷問されたあげく火あぶりの刑にされたところ、まとわりついていた精霊サラマンダーが身に宿り魔物になった。刑から逃げ出して頼った友人サウロにも信じてもらえず殺されかけたため、国からも逃げ出す。魔物であることを隠して生活しようとしても、人が窮地に陥っているのを見捨てられず、魔物が襲ってくると魔物の力を使って助けてしまい、魔物とバレては嫌われて追い出されるの繰り返しで、どこにも定住出来ずあちこちを渡り歩いた。ビビアンの噂を聞き人間に戻してもらえることを期待して訪ねるが、名を騙った偽者で魔女ですらなく、薬を盛られ捕らえられてしまう。偽者は魔女を装う手段の一つとして、アルセニオの特殊な効果のある皮膚を剥ぎ取っては、自分が作ったものであるとして大金で売りつけていた。しばらく素材取りのために飼い殺しにされていたが、偽者の噂を聞きつけ懲らしめに来たビビアンと、それについてきたベティに救い出される。魔法で記憶を覗いたビビアンがドン引きし、話を聞いたロイドたちが「これで歪まない精神性が一番人間離れしてるところ」と評するほど凄惨な経験だったが、懸命に自分を癒そうとするベティと過ごすうちに笑顔を取り戻す。トラウマは完全に拭いきれていないが、これだけの目に遭っていても普段は周囲が呆れるくらいのお人好しで、彼が魔物とは知らない街の人たちにも親しまれている。
母国では信仰心が何より必要と言われていた職人になる夢も、信仰に反する魔物の自分には不可能だと諦めていたが、信仰と無関係なヒュペルボレアの導具事情を知り可能性を見出す。魔王城再建の過程で城内に工房を見つけ導具作りを再開。作り上げた短剣に自身に宿っていたサラ（サラマンダー）が移り住んだことで人間に戻る。その短剣を用いたアルセニオの祈りは悪魔祓いも可能となり、魔王を乗っ取った悪魔を退けた。テイベレスに新しく作った町にてベティのカフェを手伝いながら修理屋を開く。魔物が拾って愛用している金物の修繕が主だが、時折訪ねてきた精霊に宿となる魔導具を作るようにもなる。精霊が丸ごと宿るその魔導具は神器と呼ばれるほどのものらしく、ビビアンですら値段がつけられないと驚愕させた。
アルマ
魔法で女性に変わった際のアルセニオの偽名。魔法の訓練中に余計なことを言ったため、へそを曲げたサムに冥王の毒針によって変化させられたのがきっかけ。イスパニア兵と魔王たちのいざこざでケガしたサウロを治療するために、変装代わりに女性化した際に名乗った。この姿になった際にはベティにエリックも加わって男の時以上に着せ替えられている。外見年齢は17歳。身長160センチメートル。サウロ曰く「胸は特別大きいわけじゃないが、形はかなり良い」。

ベティ
5月27日生まれの10歳。身長136センチメートル。アルセニオの主人で、大魔女ビビアンの弟子。アメジストのような色の虹彩と猫の目のような縦に長い独特な瞳孔を持つ。土の魔法を扱う魔女。魔力がたっぷりと含まれた薬草を育てることが得意なので薬草魔女を名乗る。薬の調合にも秀でた才能を発揮し、魔王城から怪我をして帰ってきた仲間達を治療している。詠唱代わりにハープを演奏する方法でも魔法を使うことが出来る。運動能力には難があり、ほうきに乗る技術はなかなか上達せず、アルセニオに慰められている。のちに、サウロに馬の乗り方を習うことでほうきに乗れるようになり、魔女集会への移動手段を獲得した。
正体を隠すための変身の魔導具「猫の首輪」を身に着けている。街に出る際などは猫の姿に変身して街の住人に撫でられたり、夜にはアルセニオのベッドに入り込んだりしている。生まれてから一般社会の中に関わったことがほとんどなく、魔女という立場の危険性を今一つ認識していない。そのため、アルセニオの過保護な部分はウザイと感じている。
実はとある国テイベレスの王族。国王が不老不死の薬を欲して制作をビビアンに依頼した際に、材料に必要な新生児として娘のベティが差し出された。ビビアンは依頼を断ったが、国王はしつこく強いてビビアンを怒らせ、王座から引きずり落とされる。その後帰る場所のないベティはビビアンに引き取られた。
5歳時点で1年前に会ったアマンダを覚えているなど記憶力は優れていたが、興味のない分野を学ぶ意欲が乏しく、運動音痴な自分には土魔法や治療魔法が向いているとビビアンに言われても、それまでは薬草を見分けられずに全部「草」扱いしていた。アルセニオと出会ったことでそのトラウマを癒やしてやりたいと治癒魔法を学ぶようになった。
魔物になってしまったアルセニオが人間に迫害されることを怯えずにいられるような、魔女も魔物も人間も関係ない自由な国があればいいのにと願っていた。その理想を叶えるためにビビアンとともにテイベレスに新しく国を作り、人間でも魔物でも迎え入れる魔女のカフェを開店する。
ビビアン
3月10日生まれの106歳（自称100歳）。身長168センチメートル。ベティの師匠。ベティが知る中で一番の巨乳。｢身体から茨が伸びてくる｣という難病に侵され、死期が近づいてきたため、治療をベティに任せて仮死状態の眠りについている。眠りにつく直前に治療薬のレシピを完成させ、その材料集めをアルセニオに依頼する。キス魔であり、彼女が創作した魔法の解除方法は（懲罰で掛けた魔法も含めて）「キスをすること」が多いらしい。
「万能の魔女」と呼ばれ魔女の世界でもかなりの技術と力を持つ。滅びを呼ぶような恐ろしい魔法を、黒魔術として封印し管理することが出来る「大魔女」と呼ばれる存在。ベティを引き取ってから外に出なくなっていたため、名を騙る者が現れた。
ベティ曰く、酒好きで面白いこと楽しいことが好きな道楽者だが、大魔女の名のとおり例え迫害にあい、己の身を焼かれても、禁断の魔法を禁断のままとする高い倫理観がある。ただし、いい加減なところも筋金入りなためか、魔女協会を仕切っているヒルデガルドからは顔を会わせるたびに説教される。
完成した治療薬によって復活すると協力者たちに報酬として望みをかなえてやろうと持ち掛けるが、サウロは断ったうえ、レイもロイドもエリックの治療を願ったためやりがいがないと不満を見せる。魔王からのプロポーズを面白がりこういう望みを言えとけしかけた結果、改めてレイから「ヒュペルボレアに危険な病気を持ち込まずに行き来できる転送門」を頼まれるとやる気を見せ、早々に試作品を仕上げた。そのゲートの設置場所兼来客の滞在場所としてゲストハウスも短期間で建てたりと、万能の魔女の名に恥じない有能さを見せる。それからテイベレスに新しい国を作りカフェを開店。金銭を持たない魔物からは彼らの素材を対価に料理を提供し、それらの素材を魔女協会で換金している。10年ぶりの仕事にかったるさを覚えつつ、魔女協会とよく連絡を取るようになり、サウロが拾ってきた無害な魔物を魔女に紹介したりもしている。
レイ・リリエンソール
4月24日生まれの15歳（13巻で誕生日を迎えて16歳）。身長155センチメートル。極北の地からビビアンを探しにやってきて、魔王城に迷いこんだ少女。明るく素直で天然な容姿端麗の巨乳美少女だが、実は元男性。武器は導具職人が作ったサーベルで、氷の魔法を扱う魔法使い。魔法の名称は宝石の名前がモチーフ。エリックからは大切な弟として「太陽」と例えられている。
家族は父母のほか兄が1人と姉が3人おり、兄のエリックが病気のため自分が家督を継ぐことになっていた。菌の少ない北国育ちであるため、免疫力が極端に弱く、病気や薬に体調を左右されやすい。過去に親友であるロイドと共に、危篤になったエリックを魔法で女性にすることで助けようとしたが、詠唱に失敗して暴発し、魔法が自分にかかってしまった。何故か正規の方法では解除不可能だったので、責任を感じたロイドから求婚される。しかし、健康な後継男子としての期待を背負っていた自覚もあり、元に戻るために家出して、魔法の発案者であるビビアンを探す旅に出た。ベティとは年も近く仲が良い。その年齢からアルセニオには家に帰してやらねばと思われ、最初は材料集めに協力することを断られるが、ベティの一声で認められた。アルセニオの部下という扱いでビビアン邸に厄介になっていて、客室がないためアルセニオの寝室のクローゼットで寝起きしている。
可愛いものが大好きで、少年だったころも姉たちにお揃いの女性服を着せられるのを楽しんでいたが、一方でそんな自分は男らしくないのではないかと悩んでもいた。ドラゴンハンターの一族なのにドラゴンを恐がる軟弱さを恥じていたが、魔王城で会ったアルセニオが大人の男なのに恐がっているのを見て、そんな自分も許せるようになる。
アルセニオのことは兄のように慕っているものの、エリック（女性版）と仲よくしているのを見て不機嫌になるなど本人も感情の全容をつかめてない。アルセニオを好きだと自覚した後は、マンドレイクを食べた影響があるとはいえ、自分からキスしたり、告白したりと積極的。女の部分はアルセニオに好かれてると知り、男の部分も好きになってもらえるよう努力すると宣言する。レイ自身はアルセニオが女体化しても大好きなままで、ニョニョと呼んで嫁にしたがっている。
魔王を討伐に来たイスパニア兵に魔物だというだけで痛め付けられるアルセニオを見て激昂し、お前も魔物の味方かと問うイスパニア兵に、誰がなんと言おうとアルセニオの味方だし大好きだと告げる。サウロと対決し女の体では敵わないのを痛感すると、アルセニオを守りたいと強く思い、どんどん逞しい性格になっていく。
魔女たちの集会であるベルテインで診察役の魔女から、「元々女性で事故で一度死んだから元の性別になった」「生まれる前から魔法を掛けられて男に生まれた」と知らされる。そんな魔法をかけられることになったのはヒュペルボレアの仕組みが悪いのだと結論付け、男も女も関係ない、性別を選べなくても生き方は選べる国にすることを目標とする。男しか参加できないドラゴン狩りに反対を押し切って参加し、ほかの女性が同じように参加するきっかけとなった。
ロイド・ハント
9月16日生まれの17歳。身長174センチメートル（仕立て屋さんによるとまだまだ成長期）。極北の地からレイを追ってきた幼馴染の青年。最強の狩猟民族とされる中でも若手のエースで、かなり戦闘能力が高い。レイ曰く戦闘バカ狩猟バカ魔法バカだが、読書家な一面もある。武器の導具は親から贈られたドラゴンの革を使った手作りの鞭。風の魔法を扱う魔法使いかつ魔女。攻撃魔法は前後上下の方向を動物に、攻撃･防御の種類をトランプに割り当てた名称となっている。
相棒は犬のガストと梟のアッシュで、無害な魔物も含め動物によく好かれる。幼いころレイが太陽ならエリックは三日月だと例え、お返しにエリックから地球から見て一番明るい一等星であるおおいぬ座の主星・シリウスに例えられた。ぶっきらぼうながら仲直りやお礼に相手の欲しがっていた花を自然に贈るなど、女性の扱いは天然なりにうまい。
レイの親友だったが、自分の魔法が失敗して、レイが女体化したまま戻らなくなってしまったため、レイと結婚することでその責任を果たそうとする。しかし、あくまで親友でいたいレイからはロイドには普通に幸せになって欲しいと断固拒否されている。それでも責任を取ろうとするのは、ヒュペルボレアでは独身女性は生きるのが難しいのと、エリックからレイの夫はお前以外許さんと圧力をかけられているため。家出したレイを連れ戻しに来たが、ビビアンがレイの女体化とエリックの病を治せそうだと知り、ビビアンの治療を目的とするアルセニオ達に協力することになる。客室がないため、庭に自ら魔法で建てたテントで寝起きしている。
10歳の時にレイの兄であるエリックが極北の魔女と知り、その秘密を守ることを条件に弟子入りした。エリックからの成人祝いで右目を魔導具｢刻印の瞳｣にしてもらい、瞳に映ったものを正確に記録できる。主に本の内容などを記録して呪文を使うときなどに参考にしているが、ベティに近づく男に敏感なアルセニオからは盗撮野郎ではと疑われたことがある。それ以外でもアルセニオとは恋敵という立場から度々ケンカになっていたが、徐々に仲間として打ち解け、アルセニオが魔物としてイスパニア兵に攻撃されたときにはレイと共に助けに入った。魔女の魔法に関しては得意なものより苦手なものに挑戦する傾向が強く、失敗することが多いためか、レイからはあまり信用されていない。だが、エリックによると得意な風属性の魔法などは、ほぼ初見で覚えてしまうとのことで非常に優秀。
レイに対しては自分を見るようにとアプローチを繰り返すが、全てスルーされてしまっている。しかし、ロイド自身もプロポーズは下心があってのものではないと言い、一方でエリックがアルセニオと近づくと独占欲や嫉妬心を出すなど、恋愛という点では気持ちがどこに向いているのかはっきりしなかった。レイにロイドのためでなく、アルセニオを好きになったレイ自身のためにふられると潔く身を引き、サウロにエリックへの態度を指摘されたことを切っ掛けにエリックに告白した。元々エリックに対しては一目惚れで初恋だったようで、男に戻った姿でもあんまり変わらないと好意を示している。レイへのプロポーズも、自分のために魔法を使おうとしたせいだと自責するエリックを安心させるためだった。その後はアルセニオに「すっかりエリックの旦那面してる」と評価されるほど順調に交際を進めている。
絶対にエリックを治すと誓ったとおり、ビビアンへの願い事にはエリックの治療を頼んだが、エリックの願いと重複してるため却下され、ゲストハウスに二人の部屋を作ってもらうことにした。元々世界中を旅するという夢を持っていたが、どこの国に行っても仕事がある魔女協会の素材採集を請け負うという形で叶えることとなる。それに並行して図書館の管理を担うことになるエリックとともに各国の書籍収集も目的とするが、自分の手で旅行記を執筆することも勧められ興味を持った。
エリック・リリエンソール
11月3日生まれの24歳。身長164センチメートル。レイの兄でロイドの師。極北の地の魔女で、水の操作に優れた魔法使いでもある。魔法使いとしての導具は短杖。戦闘能力は低いが博識で指揮官役を担う。男のままでも美女に間違われるほどの端麗な容姿で、後述の魔法で女体化してもほとんど印象が変わらず見分けがつかない。
生まれつき重度の心臓病で、心臓から肺に血液を送る肺動脈が狭窄しており、かつ肺に水が溜まってしまうため呼吸障害を患っている。そのため長男であるが跡取りとはみなされず、幼少時から続く闘病生活や周囲からの偏見で苦労してきた。このような立場から弱肉強食という思想とそれを肯定する者が嫌いで、多様性を重んじている。魔物となったアルセニオを友達としてかばったり、性別について悩むレイに｢あらゆる知識をかき集めてお前の全てを正当化してやる｣と告げたり、相手の有り様を肯定する事が多い。
自分の病気を治すため独学で魔女の魔法を勉強し、｢極北の魔女｣を名乗る程の知識と技術を身に着けたが、薬を作るための植物はヒュペルボレアでは手に入れることが難しいため、治療を諦めていた。諦めるエリックに苛立ったロイドの言葉からヒントを得、内臓の形まで変えることの出来る女体化の魔法を使うことによって体調を安定させることが出来るようになる。
希少な魔女としての能力を悪用されることを恐れて、自身が魔女であることは秘密にしていたが、ある時、魔女の魔法を使っている姿をロイドに見られてしまう。秘密を守る代わりに、彼にせがまれて魔女の魔法を教えることになる。この際、満足に動き回れないため、レミングなどの動物に憑依していたが、その借り物の体で梟に餌としてつかまったせいで、鳥恐怖症になってしまった。魔王城に行くときなど戦闘場面ではもっぱらアッシュに憑依しているが、憑依を解いた後のアッシュにすら愛着はあっても怯える始末。アルセニオからお下がりでトラウマ軽減の首飾りを譲ってもらうと多少はマシになり、アッシュに触れるくらいにはなった。
最初のうちは本体は母国にいてアッシュや鏡を通してやり取りしていたが、一人で薬作りをすることに不安を抱いているベティの頼みで、心臓病の治療という名目で国を出てビビアン邸に住む。母国では女体化するのは魔女としての隠れ家「月の家」にいる間だけで、実家に帰るときには魔法を解いて男に戻っていたが、ビビアン邸では隠す必要がないので心臓を治療するまで女体化の魔法をかけっぱなしにしている。客室がないためベティの部屋で一緒に寝ている。
温厚な性格であるが、一方で倫理観がやや欠如した好奇心の塊でもある。女体化した自分の体に興味津々で、「どんなものか知りたい」という理由でアルセニオに肉体関係を迫ったりしている。また、元がビビアンの魔法であるため女体化解除にはキスが必要だが、ロイドとすることに何の抵抗もなくファーストキスを奪った。だが、ロイドの告白を受けてからは彼の言葉や行動に度々テンパっており、彼がアルセニオ（アルマ）と接近していると嫉妬して取り乱したりと恋愛慣れはしていない。
表向きレイが誰と付き合おうとかまわないといっているが、実際はロイド推しであり、アルセニオを誘惑したのもレイとくっつくのを邪魔するため。本心では誰よりもロイドを求めているが、世界中を旅したいというロイドに自分の身体ではついていけないしレイの方がふさわしいと諦めていた。ロイドから告白され交際することになると、将来の選択肢の一つとして子供を産むことも視野に入れ、それが可能な魔法「冥王の毒針」を習得しようとするほど前向きになる。
回復したビビアンに謝礼も兼ねて心臓病を治療してもらい、長年の病から解放された。その後はヒュペルボレアでドラゴン狩りの指揮を執り、強力な魔女の魔法で以前の評判を覆すことにも成功し、家を継ぐことを目指す。冥王の毒針の習得にも成功して女体化したのに、相変わらず男の時と見分けがつかず周囲からは全く気付かれていない。
サム・ジェンキンス
8月25日生まれの32歳。身長180センチメートル。極北の地の霊媒師。エリックの具合が悪い時の祈祷を任されていて、エリックとは先代である祖父がいたころからの古い付き合い。しかし、口が悪く人を脅かす癖があるので、エリックには何を考えているのかわからないと思われていた。祖父のマシューがエリックに魔女の魔法の存在を教えた。
全ての精霊から協力を得て、強力かつ様々な魔法を使うことが出来るが、代償としてヒュペルボレアから出ることがない。エリックの友人「シリウス」と偽って訪れたアルセニオを魔物（精霊憑き）と見破り、宿った精霊を祓おうとした。エリックに止められ、ロイドに邪魔されたことで、アルセニオから引きはがした精霊を祓うのを断念し、アルセニオに返す。宿っていた精霊がサラマンダーであることを教えてくれた。
その後アルセニオに頼まれて魔法の指導をするが、不本意かつペースを乱されっぱなしなので不機嫌。ヒュペルボレアから離れられないので、指導する際にはガストの身体に憑依している。エリックと比べてジェンダーに関しては気にする方で、緊急とはいえ気を失ったレイの身体を使わされたり、犬の首飾りで人化した際にガストがメスだったりした時には憤慨していた。
アルセニオが悪魔祓い（悪霊退治）をしたと知ると素人の無鉄砲ぶりに呆れ、一から悪霊退治を叩き込もうと教え始めている。
サウロ
7月18日生まれの24歳。身長184センチメートル。イスパニア兵の騎士。強力な火の魔法を扱う魔法使いで、アルセニオの使う魔法は彼を真似たもの。アルセニオの親友だったが、魔物になったアルセニオをトノコ信教の教えから「悪魔に乗っ取られた」と判断し決別。アルセニオを友人を奪った悪魔だと思い込み、魔王よりも殺したい対象としていた。魔王城でのいざこざでレイに怪我を負わされ死にかけた。正体を隠して治療に来たアルセニオ（アルマ）との交流を経て、アルセニオが全く変わっていないことに気づき、他の兵が帰国した後も残留。お互いの誤解を解き仲間に加わる。元々はベティ用だった森の中に作られた小屋で寝起きしている。
女になったアルセニオに求婚するが、アルセニオの性別にこだわらないレイとは違い、宗教上同性愛に抵抗があり、男のアルセニオには友人として接する。レイと自分のどちらを選ぶかアルセニオに迫るが、内心では自分のために女になったりはしないだろうと諦めていた。その為、アルセニオの返事を待たず、休戦中の魔王のツノをとって提供し姿を消す計画を立てるも、それを打ち明けたレイに止められ断念。以降レイとは対等なライバルとしてアルセニオを守る同盟も組むが、アルセニオを巡ってことあるごとに衝突している。
ベティを守る盾であろうとするアルセニオの意思にならい、ベティを身命を賭して守ると誓う。自分が傷ついても彼女を守ろうとするアルセニオが手遅れにならないよう、ベティの剣として危険な時にはすぐに呼べるようにピアスに召喚魔法をかけてもらった。
アルセニオが魔物となる以前は傍若無人な押しの強い性格で他人に迷惑をかけているのに全く気付かないタイプだったが、後述の「マギステルの剣」を引き抜けたように力を持つ者は正しい使い方をすべきだと考え、遠くないうちに救済の旅に出ることになると考えている。そのため、アルセニオたちと別れることになると悲観していたが、魔女の魔法を使えば「好きな時に帰ってこれること」を指摘されて前向きになっている。
その後は本人の言った通り、各地に赴き人も魔物も関係なく、悪事を働く者は討伐し、か弱き者は保護して回り、「炎の騎士」と呼ばれ名を馳せるようになる。その時助けた者たちをビビアンのカフェに託すので、引き取り手を探さねばならないビビアンからは呆れられている。

### 親族・知人
アルセニオの両親
イスパニアで導具職人をしている父親とその妻。
父親は元々は鍛冶職人だが息子と同じく細身なタイプで、鍛冶屋らしくないとよく言われている。魔物となったアルセニオが行方不明になってからは神への祈りも兼ねて導具作りを始める。元々鍛冶職人としても高い評価を得ていたこともあって収入は安定しており、稼ぎの大半は孤児院などに寄付している。なお、サウロが初登場時に佩いていた剣は父親の作。
母親は花が好きで、夫や息子には細すぎるからたくさん食えと飯を盛る。孤児院の子供たちの面倒も見ており、夫と共に慕われている。
クラウド、イヴ
エリックとレイの両親。家はヒュペルボレアの建国以来ドラゴン狩りの戦略を練る名門で、国立図書館を管理運営する賢人の一族。小柄だが気性は強い氷の魔法使いの家系で、クラウドは「氷の皇帝」と呼ばれる。非常に子煩悩で、病弱で出来損ない呼ばわりされたエリックを庇って本家とは疎遠。エリックの心臓を治すために方々に当たっており、結果的にレイを男の子として生誕させた魔導具「如意宝珠」を手に入れたりもした。
子煩悩は筋金入りで、娘の婚約者3名やレイと結婚すると言い出したロイドは数年にわたって（ロイドは3年間）鍛えられ戦った末にようやく認められた（レイ曰く、姉たちの婚約者が「年々分厚くなっていった」）。
ケイト、モニカ、ジェシー
エリックの妹たちで、レイの姉たち。子供の頃はよくレイをお揃いの女性服に着せ替えていた。エリックの病が原因で婚約を取り消されたこともあるが、現在は全員結婚しておりケイトは2人の息子（クリフとコリン）がいる。
ルイス、オードリー
ロイドの両親。父親のルイスは34歳。魔法を使い、人を乗せた犬ぞりで空を飛ぶなど、ヒュペルボレア人らしく豪快な人物だが、いい年してやんちゃも過ぎるためか奥さんであるオードリーに家から叩き出されることも多いらしい。子供好きでレイの甥っ子の面倒もよく見ている。両親ともにロイドのエリックへの恋心には昔から気付いていたようで、ロイドに報告されたときには「初恋実ってよかったな」「バレバレよ」とあっさり認めた。
ヘマ
イスパニアの騎士団に所属する従士でサウロの付き人。アルマとなったアルセニオとも仲良くなるが、見た目に反して酒豪だったため自分と同じ酒を飲ませて潰してしまう。サウロがエリーランドに残ったことからアルセニオの両親にも具体的なところはボカした説明をするが嘘が壊滅的に下手なため、おおよその事情は察せられている。

### 魔物
食べることで魔力を吸収し利用できる生き物。魔力（生命力）を求めて生き物を襲う習性があるため、多くの国で恐れられている。魔力を取り込めないと肉体どころか体力すら維持できず、魔法を使うと更に消耗が激しい。
精霊が人間の身体に宿ることで魔物と呼ばれる場合もあって、この時に強大な精霊が宿ると宿られた人間側が人格を保つことができず豹変ないし発狂するため「悪魔憑き」とも呼ばれている。
キングブル
魔王城に君臨する牛の魔王。声色は恐ろしいが外見は卵に手足と牛の頭部がくっついたような、威厳ゼロの姿である。子供を生ませた雌牛から魔力を蓄えたミルクを作ることができ、それを目当てにした魔物が魔王城に集まっている。大きな胸が大好きで赤ちゃんプレイを好むなかなかの変態。
武器は持ってないが、唯一無二の雷の魔法を扱う。魔法の名称は｢魔王の鉄槌（サーロインハンマー）｣｢魔王針（フィレ）｣など牛肉の各部位から。その角はビビアンの病を治療する薬の素材となる。
魔王であるため、ギャグ感満載の外見に反してアルセニオの銃や魔法などでは歯が立たず、レイの魔法でも足止めにしかならない。しかし、魔力消費は馬鹿にならないのか、持久戦ではロイドに押されていた。脳天をナイフで突かれたり、魔王城が破壊される程の火の魔法を受けても死なないほど強靭な肉体を持つが、精神支配への耐性は低く、格下の魔物や、悪魔に乗っ取られても自力では正気に戻れなかった。
魔王城が完成して開放した際に迷いこんだレイのことを気に入り、自分の花嫁にしようとする。レイが元男性だと知るも女性のままいればいいと断言し、ビビアンを助けて男に戻るのを阻止するため自身のツノを渡すことを拒む。コミカルな面が多いが、仲間の魔物に対しては情が深く、世界の循環を認識するなど思慮深い所もある。アルセニオたちとの交流を経て、人間との付き合い方も考えたのか、友人と認めたレイの誕生パーティを主催し、プレゼントとして「自身の片ツノ」を贈り、ほかにも魔物由来の素材を揃えた。
テイベレスに新しく作った町に魔王城ごと移転し、町全体のまとめ役となっている。
ホショクアザラシ
魔王城に棲む魔物の一体。シャチに丸呑みにされ顔だけ出たアザラシに足が生えたような外見。魔王の側近で侵入者が現れたことを伝えに来るなど度々登場する。本人がザコと認めるほど戦闘力は低いが、サウロに攻撃された魔王城で深手を負いながらも生き残っていたりと存外にタフ。
ブレンダ
魔王城に住む魔物で、ツインテールの少女。左右の側頭部にあるツインテール型の触手が口となっており液体でないと魔力が補給できないため、魔王の牛乳に感謝して魔王を慕っている。綺麗なお姉さんに目がなく、エリックの血を狙っていた。魔力が満ちていれば、かなり屈強な体でドラゴンくらいの強さを持っている。蠍の魔物であるため尾には毒素が仕込まれていて、免疫の低いヒュペルボレア人にとってはより強敵であるが、蠍としての弱点も持っており、エリックを襲った際は自分の毒を自分に打ち込まれて無力化された。
魔王城が崩壊した際には魔王を元気付けるために人を襲って血を集めていた。その際に自身を後回しにしていたため身体が崩れるほど消耗する。エリックが魔力を蓄えた泉を作る代わりに、人の血が飲めなくなる魔法をかけることを提案し受け入れた。
エミール
魔王城に棲む魔物、白髪の青年の姿をした吸血鬼。なかなかのナルシスト。本人曰く｢まだ100歳」。魔力を摂取しないとヨボヨボの老人の姿になってしまう。変身能力を持ち、大量の蝙蝠の姿になることが可能。戦闘能力はあまり持たないが回復力が高く、魔力があれば手足を切断されてもすぐ再生する。
自らの姿を見えなくする魔導具｢消失の指輪｣を持ち、いざという時は姿を消して逃げる。しかし消失の指輪の効果は可視光のみに限定されるらしく、赤外線が見えるアルセニオには効果が無かった。
マンドラゴラ、マンドレイク
根菜の姿を持つ魔物で、前者がオスで後者がメス。葉の部分がビビアンの治療薬の素材となるため、採集した。彼ら自身は自分達が食べられることに抵抗がないどころか、食べないと文句を付けてくる。本体ともいえる根の部分は世界三大媚薬の材料となるが、男性にはメスのマンドレイク、女性にはオスのマンドラゴラでないと効果がない。
仕立て屋
衣類の制作を得意とするハリネズミ型の魔物。パッチワークの魔法陣を作ることで召還できる。好物はナメクジやカタツムリで、アルセニオやベティは呼ぶ際に集めて提供している。その他には衣類の素材となる物品を報酬として受け取っている。テイベレスに新しく作った町に店を開いた。
クリーニング屋
アルセニオの回想に出てきたアライグマ型の魔物。とてもキレイ好きで、家も服も人も全て洗って掃除してしまう。イエス・ノーくらいしか話せないが、相手の言っていることは分かる。

### 精霊
万物に宿ることが出来、魔力を持った存在。実体を持たず普通の人間の目には見えない。物の善悪よりは「心のありよう」に応える性質をもち、そのため欲望の強い者にはそれを利用するような精霊が近づくことが多い。そういった精霊は「悪霊」や「悪魔」と呼ばれる。
ヒュペルボレアでは姿形を持たない精霊は姿形を持たない心に宿るとされ、守護霊となる良い精霊は頭に宿り、乗っ取りを企む悪い精霊は胸に宿ると言われている。導具など心のこもった物には精霊が宿り、魔法使いは宿代として精霊に魔力を提供してもらうことで魔法を使う。そのため精神力や体力はともかく「魔力切れ」は起こらないとされる。
トノコ信教では精霊と呼ばず悪魔と呼ばれる。魔力は神が天使を通して貸してくれるものであり、用がすんだら返さねばならないが、返さずに横取りする天使がいてそれが悪魔であるとされている。魔女の魔法や魔物の魔法は悪魔の力を使う悪い魔法とされ、盗まれた魔力を返すために滅ぼせと教えられている。しかし、神とは精霊の一種であり、祈りは詠唱と同じもので、トノコ信教は悪霊祓いに特化した（ゆえに一部の知識が失われた）魔法だろうとエリックは推測し、レイの言葉で祈る対象への距離感に気付いたアルセニオは自らの祈りとサラマンダーの短剣で「浄化の炎」を発現させている。
サラマンダー
アルセニオの体（正確には「心」）に宿っている火の精霊。サムによってアルセニオの体から祓われた時は胸から出てきたが、再び宿る時には頭から戻った。戻る際に｢サラ｣と名付けられる。サムいわく火の精霊は冷たい心には決して宿らない。アルセニオの温かい心に住むことを目的としていたので、導具作りを再開したアルセニオが心を込めて作った短剣を気に入り引っ越しした。
アルセニオの身体に宿る前から彼を気に入っていたのか懐いて纏わりついていた。だが、それゆえにアルセニオは教会から魔物ではないかと疑いを掛けられた挙句に火刑に処される。その刑から生き残るためにサラを宿らせたことでアルセニオは魔物となった。
集めた材料を煮込む炎としてサラマンダーの作り出す炎が指定されていた。

### 魔女
アマンダ
ビビアンとは馴染みの魔女。火の魔法と変身の魔法が得意で、便利だからと火の鳥になって空を飛んで訪ねてくる。彼女が変身した鳥の羽がビビアンの治療薬の最後の材料となった。ある意味ビビアン以上に面白いことが好きな質で「ウケる」が口癖。アルセニオ曰く「悪い魔女ではないが、“悪気のない魔女”」。普段の行動から魔法も含めて勘を優先して行っているので、事情や理屈に関しては説明するのもされるのも不得手で、エリックはレジーナとのトラブルに関しての説明を諦め、ヒルデガルドはアマンダの説明では事情が分からなかった。
ビビアンとは本当に古い付き合いで、ビビアンが2ヶ月かかっても治せず、眠りに就くしかない症状など病気ではなく「呪い」だと見破った。
ヒルデガルド
魔女集会を仕切っている見た目は老齢の魔女。鳥の頭を持つ下僕を複数従えており、全員が情報を共有している。魔王城で魔物たちのために集会を真似たいと言うキングブルの言葉を聞いて、年明け2月の開催地を魔王城にしようと考えている。またイスパニア兵に魔王城が襲われた話を聞き、結界を張ってやると申し出るなど、相手が魔物でも無害であれば親身になってくれる人物。アルセニオに対しても人物評は辛辣ではあったが、魔物だったからと差別している様子はなかった。ビビアンと同じく「大魔女」であるため、ベルテインでレジーナが起こした騒ぎに関してアマンダの説明では分からないとビビアン邸を訪ねたところ、ちょうどいいとビビアンの治療薬作りに巻き込まれる。愚痴りながらも薬作りを指示し、ビビアンの書いたレシピが適当すぎるから書き直させると言及していた。
仮面の魔女 / レジーナ
10年ほど前から魔女集会で診察室を担当している魔女。ネズミ頭の下僕や魔物を呼び出して操る。正体はテイベレスの王女でベティの姉。ベティと同じ瞳をもつ。過去にビビアンによって国民を支配する魔法陣に封印が掛けられていて、それを解くためビビアンに10年がかりの呪いを掛けて殺そうとしていた。
王族である自分に他者は従うのが当然という思考の持ち主で、自分の行動を邪魔されるのが大嫌い。国を取り戻すことを悲願としていたが、ビビアンを呪う以外に何一つ行動を起こさず、身勝手な理屈に終始して魔物と化す有様はアルセニオに全否定され、ベティによって召喚されたサウロとレイによって阻止された。レイとエリックの魔法で凍結されたが、ベティの意向で悪魔祓いと治療をするため止めは刺されずにいるが、悪魔祓いに成功したとしても魔法に関する記憶は封印され。それに伴って自分自身に関する記憶も失うとのこと。

## 用語

### 地名と文化
地図や地球儀から大陸の形は地球と同じで、天体の名前等も一緒である。年代としては近現代に似ており、銃器も19世紀末レベルまで発達していてテレビ放送も行われている。魔物が存在しているため、国家間の行き来は難しく外洋航海は帆船に留まっている。魔物の被害を防ぐため攻撃魔法に特化した魔法使いが存在する。魔女が使うものも含めて、一部の魔法は銃器への防御にも対応している。エネルギーに関しては魔力と電気が併用されている。発電には魔法陣を用いる国と、そういった魔法を禁じ科学的技術を用いる国がある。
エリーランド
ビビアンの家や魔王城がある物語の舞台となる島国。魔物は魔王城に集まっているためか、他国に比べて魔物の被害は少ない。
地理のモデルはアイルランド。
ウォルドシープ
エリーランドのお隣にある島国。織物が有名だが医療技術も高く、エリックが幼いころ父に連れられて渡航したことがある。
地理のモデルはイングランド。
ヒュペルボレア
レイ達の出身地である極北の国。
地理のモデルはグリーンランド。
フロストドラゴンを狩る人類最強の狩猟民族が住む。純然たる力として魔法が認識されており、魔女に対してもそれほど偏見はないが、魔物は危険視される。精霊の概念があり、頭に宿る精霊は守護霊となる良い精霊で、胸に宿る精霊は乗っ取りを企む悪い精霊と言われている。悪い精霊に憑かれた者は「悪霊憑き」と呼ばれていて霊媒師による祓いを受ける。
夏でも気温は0℃と他国で言えば真冬並みの気温で、それ以外の時期は基本氷点下。急に吹雪くことも多いため吹雪の際には知己かどうかに関わらず家に招きいれる。
極寒により菌が少ないことから疫病に縁がないため、医療があまり発達しておらず、医者よりも霊媒師による祈祷が一般的。そのためエリックの心臓病も悪霊がついてるせいだと疑われ、実の祖父にも迫害された。エリックのような子供が生まれたら困るからと、姉妹の一人は婚約が取り消されたりしている。
男でないと家督を継げず、女性は仕事がもらえないので結婚しないと生きていけない。成人年齢は12歳で結婚適齢期は男13～18歳、女12～16歳と早婚。40代にもなれば、孫がいるというのも珍しくない。
我慢強い男がもてはやされるので、痛みを恐れない戦士の証としてわざと痛い場所などに刺青を彫る風習がある。そういった価値観から、病気で虚弱なエリックや、恐がりで泣き虫のレイは男らしくないと蔑まれていた。
エリーランドとは4時間ほど時差があり、魔法で行き来する場合は気を遣う。
イスパニア
アルセニオの出身地。
地理のモデルはスペイン。成人年齢は18歳。
魔女や魔物を迫害するトノコ信教を国教とする国。お国柄か男性は女性に手が早い傾向がある（サウロはともかく、アルセニオでも女性を褒めるのには遠慮がない）。
魔女狩りや魔物狩りが盛んだが、それゆえに魔物の被害が大きいという側面もある。壊す魔法は作る魔法より簡単であり、魔女ならそういった黒魔術を簡単に使えることから恐れられている。魔物も魔力を補うために、人間を含めた生き物から血肉を摂取する者がいるため、忌み嫌われている。もちろん善良な者もいるが、そういった者は自分達を嫌うトノコ信教の国を避けるため、存在を知られる機会が少ない。男性が美人をナンパする時や極めて優秀な人物に対しても冗談交じりに魔物や「魔女」ではないかと疑うことも多い。
魔法使いの魔法以外は認めず、魔法が衰退した代わりに、科学を発展させている。魔法使いの魔法も高等教育で、一般市民で使える者はほとんどいない。
「火は罪を浄化する」という思想から火の魔法使いは騎士として優遇されている。神のみが使えるとされている雷の魔法を魔王が使うと知って、神に対する冒涜だと討伐隊を派遣する。
リーチュー
東にある国だが、ウォルドシープにお茶の店を出している人がいる。お茶の淹れ方は中国茶と同じ。
ヒュペルボレアとは違った形態のドラゴン＝龍がいる。龍が持つ如意宝珠は願いを叶えると言われている。
この国のドレスをイメージしたエリックのベルテイン用衣装はチャイナドレスに似ている。
テイベレス
ベティの生まれた国。王族が受け継ぐ「王家の瞳」を持つものだけが使える魔法陣によって、印を刻んだ平民の自由意志を奪い、操り人形として支配する魔法を使い栄えていた。
レジーナやベティの父親に当たる国王はその魔法陣を永久的に使用するため、不老不死の肉体を求めて悪魔と取引をするが上手くいかず、ビビアンに不老不死の薬の製作を要求した。しかし薬を作るためにベティを生贄にする判断がビビアンの逆鱗に触れ、ビビアンによって魔法陣へ通じる扉を封印される。それにより支配の効力が薄まり、民は四散して貴族は分裂した結果国は滅んだ。
最終話でビビアンたちが店を開いたり、キングブルが魔王城ごと引っ越してきたこともあって人も魔物も集まってくる街になりつつある。

### 魔法陣
特殊な図形。地面に描いたり布を縫い合わせたりして作ったものに呪文を唱えて魔力を込めると発動する。
花園の雫
魔法陣を描き“ヨナデミッパイスキルダイオン”と呪文を唱えると水の精霊の力で中心に向けて水が湧きだし、その水が魔導具となる。飲むと男は女に変化するが、キスをすると魔法の効果が解ける。姿を変えているだけなので生殖機能はない。
前述の通りキスで解除される魔法なので、エリックはスキットルに詰めて常に持ち歩いている。
旅人の家
魔法陣を描き“テン・タ・コノケト”と呪文を唱えるとテントが出てくる。ビビアン邸の寝室が足りないこともあってロイドは庭に張ったテントで寝起きしている。
仕立て屋さんの魔法陣
服飾の魔道具を扱う魔物「仕立て屋さん」を召喚する魔法陣。布をパッチワークで縫って作ったものに針と糸を置き呪文を唱えると召喚できる。パッチワークの出来が良いほど腕の良い仕立て屋さんを呼べる。
逆立ち大地
地面から根っこが出てきて獲物を捕獲する魔法。地面に魔法陣を描き“コビルネデット”と唱えると魔法陣から根っこが飛びててきて、そこにいるものを捕獲する。
冥王の毒針
魔法陣を描き“ジョイチョウトウシセイセイナデシタチュウカダンストルノカセイデラミンニンナダッセジョハイタエイトゲル”と呪文を唱えると陣の中にいる男性を女性に変える。この魔法は解除するのに別の魔法が必要になる。
水と風の精霊に加え、宇宙の精霊からも力を借りている。対象者の時間を巻き戻して女性として再生するので、生殖機能を備える。魔法陣の中に女性を入れて別の呪文を唱えると婦人病を治療出来る。
すれ違う運命　
魔法陣の上に交換したい物体を２つ置き、“コウライコツスルカン”と唱えて登録する。“アットイチコ　カッチワレル”と唱えると２つの物体の位置が入れ替わる。
思考海路
魔法陣から水が湧き上がり、水面に映った場所まで移動できる。水面には術者の想像している場所が映る。記憶がおぼろげであったり、実在しない空想の場所など、一致する陸が見つからない場合は海の上に移動する。
勝利を約束する者
ベティの剣になることを誓ったサウロを緊急時に呼び出すための魔法陣。人を呼び出す魔法は身体に刻印（見た目は刺青）を打つ方式の方が簡単だが、トノコ信者は禁止されているため、サウロが常時身に付けているピアス（曰く「親の形見」）に魔法が掛かっている。
発動の呪文は「ココレテ、ヨバシタ、ヨノモル、ヤクニデ、イビデソトク」。元々は戦場から騎士を呼ぶために作られた魔法で、騎士の持つ盾に魔法が掛けられていた。魔法の掛かった物品を所持ないし身に付けていなければ召喚は出来ない。
春への導き
魔法陣の中で火を灯すと、発生した光の粒がベルテインの会場まで導いてくれる。　
血の鎖
血縁者を召喚するための魔法陣。術者は血の情報を捧げなければならないため、陣を描くには術者自身の血を使う必要がある。連れ去られたレイを召喚するためにエリックが使おうとしたが、その前にレジーナがベティを召喚した。
不可侵の地
一定区画への立ち入りを禁じる封印魔法。ティベレスの支配の魔法陣がある部屋を封じるためにビビアンが扉に施した。レジーナはビビアンが死ねば解けると思っていたが、特定の鍵となる魔法を使わなければ解けない。

### 魔導具
作中に登場する、魔力を込めることにより様々な能力を持った道具の総称。魔女の魔法によるものを「魔導具」、魔法使いが攻撃魔法を使うために使うものを｢導具｣と呼びわけているが、本質的にはあまり変わらない。基本的に導具なしでは人間は魔法を使うことはできない。
導具は心を込められて贈られた物はもらった者にしか価値がなく、他の人間はその導具を使って魔法を使うことが出来ない（例：ロイドの鞭）。導具職人は作品そのものに心を込めるので、職人の作った導具は誰でも使うことが出来る（例：レイのサーベル）。なお、魔法使いの魔法は効率と速度に特化しており、導具がないと魔法を使えないが、導具を通して外部の精霊から魔力を得るため、いくら魔法を使っても魔力はつきない（魔法を操るための体力・精神力は消耗する）。
トノコ信教の職人は導具に信仰心を込めるので、同じ神を信仰する者には価値があり、信者であれば使える仕組みになっていて、アルセニオから話を聞いたサムも「よく考えたもの」と評価している。
ビビアンによると魔導具とは精霊の力の一部を物品に留めた物が主。外法として精霊を魔法で閉じ込めて使役する方法はあるが、アルセニオが作ったもののように「精霊が自分から宿ったもの」などは、ほとんど前例が無く神器に等しいものだという。
帰宅の鍵
適当な扉に触れることで、自宅の玄関に接続することのできる鍵。専らアルセニオが使用する。元々はビビアンの魔法で彼女は道具なしで使える。
クオータブーツ
装着者の体重を1/4にする靴。アルセニオが使用している。ロイドの特訓中でも履いていたので怒られた。アルマになっていた時にはサイズが合わないので使用していなかったが、明らかにスタミナ不足だった。
黒き浄化の石
不安やトラウマを解消する黒曜石のネックレス。緊張を和らげ血行を良くするので肩凝りにいい。アルセニオがビビアンからもらったもので、鳥にトラウマを持つエリックに譲った。
犬の首飾り
身に着けて3回回ってワンと鳴くことで犬から人、人から犬の姿に変身することのできる魔導具。エリックが実家の部屋を片付けるときに犬のルッコラらに使用している。ガストは何度教えても覚えられなかったため、サムが憑依した状態で使った。
犬ぞりを牽くヒュペルボレア犬（ルッコラ、ガスト）などは、メスでも170センチほどのがっちりした感じの女性になる。レイが使用した際にはコーギー犬になった。
猫の首輪
身に着けて3回顔を洗うしぐさをしてニャアと鳴くことで猫から人、人から猫に変身できる、上記｢犬の首飾り｣と同様の効果を持つ魔導具。劇中ではベティが所持している。ベティが使うと家猫になるが、ロイドが使った際にはりりしいヤマネコになった。
王の指輪・奴隷の首輪
指輪と首輪で一対の魔導具。王の指輪を身に着けた者は、ペアになる奴隷の首輪を身に着けた者（人でも動物でも可）の体に憑依することができる。憑依している間本体は眠ってしまう。作中ではエリックがアッシュの体を使うために使用するものとアルセニオの特訓のためサムがガストの体を使う用のものの2ペアが登場している。
夜眼鏡
暗闇でもよく見える眼鏡。呪文“デミラモルエマヤミク”。蛇の脱け殻、蛾の鱗粉、猫のフケ、唐辛子、ブルーベリーを煮立ててその蒸気に眼鏡のレンズをあてながら呪文を2回唱える。薬の材料の一つである吸血鬼の灰を入手しに、夜の魔王城へ行くために作成した。
消失の指輪
石枠部分を手のひら側に向け握ることで装着者の姿を消す指輪。ただし影響するのは可視光のみのようで、アルセニオなど赤外線の見える魔物などには効果がない。
刻印の瞳
見たものを写真のように正確に記憶することのできる、ヒトの眼球に魔法作用を付加するタイプの魔導具。ロイドの右目がそれ。ロイドは本の内容を撮っていて、時々雷の情報や魔法陣、呪文などを右目を閉じることで確認している。
回復の泉
術者が水に浸かり“リシルトヨワンケヒノケカニトリョウヲイルミ アツクノイナイクイディンラミフズカシンミンインセンニホコリワアタオトアナホタ”と呪文を唱える。水に浸すと傷が治る。病気や毒には効かない。術者が水から上がると効果がなくなる。
拠点の鏡
鏡の間を移動できるようにする本拠地となる鏡。鏡のある所なら国すらも越えて移動できる。鏡に手をかざして移動先の鏡を思い浮かべ“アナタイニガロウイズミキトコ”と唱える。エリックの隠れ家「月の家」に設置されており、エリックとロイドが魔女の魔法を学ぶのに隠れて移動していた。ヒュペルボレアとエリーランド間を移動するのにも使われた。
水晶による透視
｢オリスの根と共に焼いた腕輪｣｢セロリの種と共に焼いた指輪｣｢月光浴させた水晶｣｢タイムを燃やした空間｣を用意する。両手首と小指にリングをはめ、両掌を水晶にかざし、映したい人間の顔を思い浮かべながら、映したい姿に合わせた呪文を唱える。
“ウエノコカイゾ”と唱えると過去の映像が、“ウノケイチュウブマイラエイイゾ”と唱えると現在の映像が、“ウソヨミイラズ・ノウゾウムゾウ・ヨウキョゾコク”と唱えると未来の映像が映る。過去より現在、現在より未来の姿を映すことが難しい。
エリックがサウロやアルマの現在の様子を知るために使ったほか、ビビアンが未来の映像を見ることで、自分の命を助ける確率が高い者を確認した。
安眠枕
すやすや眠れる魔法の枕。ホップを乾かして枕の中に詰める。枕に魔法陣を縫い付ける。“ジミスニ　トヨウリ　ハツヒオ　オニヤワ”と呪文を唱える。トラウマのせいで悪夢にうなされるアルセニオのために、ベティが初めて自分で作った魔導具。
マギステルの剣
魔王城の台座に突き立てられていた剣。導具としても魔導具としても使える。選ばれた者にしか抜けないように魔女の魔法で封印されていたが、サウロがあっさりと抜いた。
サラマンダーの短剣
アルセニオが導具として作った短剣にサラが住み着いたもの。レイからは「サラセニョソード」と呼ばれた。ロイドによって魔導具として完成した。ピカドールで発火、パンテリージャで爆発の効果を発揮するが、アルセニオはサラにお願いする形で使用している。前述の通り本来あり得ないレベルの導具。
如意宝珠
東方のドラゴンが手にしているという伝説の宝珠。本物かどうかは不明ながら、「願いをかなえる」という伝承から、クラウドが入手してエリックに贈った。母親が身籠ってからエリックは毎日生まれてくる「弟」の健康と幸福を願い続け、その結果として女の子だったレイは男の子として生まれてきた。
エリックの願いが届いた際に宝珠は割れてしまったが、その記憶を垣間見たアルセニオは宝珠に宿っていた龍を目撃している。

### 魔女関連
魔女
土地と生活に根差し「儀式や手順の複雑な魔法を使う者たち」の総称で、男性であっても魔女と呼ばれる。魔女の魔法の中には他者を呪ったり大勢の人を不幸にするものもあり、そういった噂が1人歩きした結果として世間一般からは恐れられるため、普段は正体や所在地を隠している場合も多く、仮面などで顔を隠している者も多い。ビビアン曰く、数多く存在する魔法から自分が気に入った魔法を極めるもので、無駄を楽しむ道楽に近いとも語っている。基本的に師弟関係という縦繋がりやエリックのように独学という者も多いためか横のつながりが弱く、魔女集会などで交流している。
滅びを呼ぶような恐ろしい魔法を、黒魔術として封印し管理出来る者は「大魔女」と呼ばれる。大魔女は例え迫害にあい、己の身を焼かれても、禁断の魔法を禁断のままとする高い倫理観が求められるために、大魔女というだけでその人格は保証され尊敬を集める。
ベルテイン
毎年5月1日に開催されている魔女集会の前夜祭。火を祭る会で会場中央には大きな篝火が焚かれている。年に数回開催されている魔女集会は実力を認められた有志によって運営されている。
トノコ信教では、魔女の存在も含めて魔女集会も「いかがわしいもの」と説かれているが、ベルテインでは篝火によってできた灰を撒くことで大地を肥やすなど、世界に対しても重要な祭事となっている。

## 書誌情報
- もち 『魔女の下僕と魔王のツノ』スクウェア・エニックス〈ガンガンコミックス〉、全16巻
  1. 2014年10月27日発売[5]、ISBN 978-4-7575-4454-3
  2. 2015年4月27日発売[6]、ISBN 978-4-7575-4629-5
  3. 2015年10月27日発売[7]、ISBN 978-4-7575-4783-4
  4. 2016年4月22日発売[8]、ISBN 978-4-7575-4908-1
  5. 2016年10月22日発売[9]、ISBN 978-4-7575-5123-7
  6. 2017年6月27日発売[10]、ISBN 978-4-7575-5396-5
  7. 2017年12月22日発売[11]、ISBN 978-4-7575-5549-5
  8. 2018年6月22日発売[12]、ISBN 978-4-7575-5716-1
  9. 2018年12月21日発売[13]、ISBN 978-4-7575-5947-9
  10. 2019年6月12日発売[14]、ISBN 978-4-7575-6115-1
  11. 2019年12月12日発売[15]、ISBN 978-4-7575-6414-5
  12. 2020年6月12日発売[16]、ISBN 978-4-7575-6676-7
  13. 2020年11月12日発売[17]、ISBN 978-4-7575-6977-5
  14. 2021年5月12日発売[18]、ISBN 978-4-7575-7193-8
  15. 2021年10月12日発売[19]、ISBN 978-4-7575-7523-3
  16. 2022年4月12日発売[20]、ISBN 978-4-7575-7873-9
- スピンオフ作品『教国のレクエルド』スクウェア・エニックス〈Gファンタジーコミックス〉、全2巻
  1. 2018年12月21日発売[21]、ISBN 978-4-7575-5968-4
  2. 2020年6月12日発売[22]、ISBN 978-4-7575-6677-4